# Radio Maria
Radio Maria è un'emittente radiofonica cattolica italiana fondata nel 1987 ad Erba, in provincia di Como.

## Storia
È nata nel 1982 come radio parrocchiale della frazione di Arcellasco di Erba (CO), ad opera del sacerdote Don Mario Galbiati, poi divenuto responsabile di Radio Mater dopo la sua uscita da Radio Maria. Fin dall'inizio si contraddistingue per la sua programmazione, interamente spirituale e dedicata alla religione cattolica, senza alcun introito pubblicitario. Importantissima anche la figura di Alberto Bonifacio, tutt'oggi protagonista di costanti aiuti alle popolazioni bosniache, testimone diretto degli orrori della guerra di Bosnia (1992-1995). In quel periodo egli ebbe anche l'occasione di allacciare stretti rapporti personali con i veggenti di Medjugorje.
Nel 1987 si costituisce l'«Associazione Radio Maria»; nel 1990 diventa un'emittente nazionale con la copertura di tutte le regioni italiane e del Canton Ticino. Nel settembre 1991 don Mario Galbiati viene escluso dall'Associazione Radio Maria, della quale era stato il principale fondatore, per differenze di vedute riguardo alla missione pastorale dell'emittente.
La radio intanto si diffonde anche in altre nazioni e nel 1998 nasce la "Famiglia Mondiale di Radio Maria". Attualmente trasmette anche in tutta Europa via satellite digitale (Eutelsat Hotbird) e in tutto il mondo via Internet. Dati Audiradio stimano in 1.644.000 gli ascoltatori medi giornalieri nel 1º semestre 2009.

## Finanziamento
I costi di gestione vengono coperti principalmente dalle offerte degli ascoltatori e occasionalmente da contributi pubblici, senza introiti derivati da pubblicità. Il denaro che riceve, oltre a finanziare l'apparato tecnico, è utilizzato dalla World Family of Radio Maria per creare nuove emittenti di Radio Maria nel mondo. Grazie alla legge finanziaria italiana del 2005 fu beneficiaria di un finanziamento per il potenziamento e l'aggiornamento delle sue apparecchiature radiofoniche in quanto radio comunitaria a diffusione nazionale. A partire dal 2006 Radio Maria riceve le offerte anche attraverso il canale del 5 per mille.
Radio Maria si affida all'opera di numerosissimi volontari che operano in sede, come assistenti alla regia e al mixer, sia in tutta Italia, come responsabili degli studi mobili e della rete promozionale. Accanto alla redazione centrale situata ad Arcellasco d'Erba, Radio Maria ha altri due redazioni a Roma e Torino. Le persone che vi lavorano a tempo pieno come dipendenti (produzione dei programmi e uffici) sono solo una decina, mentre i conduttori delle trasmissioni sono tutti volontari e vengono scelti fra clero (anche vescovi), suore e laici. In base allo statuto della radio, dichiaratamente cattolica e finalizzata unicamente alla diffusione del credo cattolico, tutti i conduttori dei programmi devono essere cattolici, credenti e praticanti e sono tenuti ad esprimere sempre e solo il pensiero della Chiesa cattolica facendo riferimento al magistero ecclesiastico (in particolare il catechismo della Chiesa Cattolica) e la Sacra Scrittura.

## Programmazione
La finalità principale dell'emittente è, per usare le parole del papa Giovanni Paolo II, la "nuova evangelizzazione" (cf. l'enciclica Redemptoris Missio) ed il far crescere i cristiani nella fede e nel cammino di santità. A questo scopo, la radio si rende protagonista anche di gesti di coinvolgimento e promozione sociale con alto valore educativo: ad esempio, in occasione della Santa Messa per la Domenica delle Palme 2012 (il 1º aprile) radiotrasmessa dal carcere di Forlì, la radio ha ottenuto che svariati pizzaioli della città offrissero gratuitamente i propri prodotti ai detenuti, compresa anche una distribuzione di pizze in cui fosse certa l'assenza di derivati del maiale, per i carcerati di religione islamica. La trasmissione della Messa della Domenica delle Palme dal carcere di Forlì, che risale almeno al 1999, è diventata una tradizione.
La trasmissione più importante e seguita della Radio è sicuramente la Lettura cristiana della cronaca e della storia, programma in cui Padre Livio discute temi di attualità.
Grande rilevanza nei discorsi di padre Livio Fanzaga, direttore della radio, hanno i messaggi che la Madonna darebbe nelle sue apparizioni ai veggenti di Medjugorie, fenomeni sulla cui origine la Chiesa non si era ancora pronunziata ufficialmente e che la radio segue costantemente nel loro svolgersi. In particolare ogni 25 di ogni mese vi è una veglia di preghiera in attesa del messaggio mensile da Medjugorje, trasmesso in diretta telefonica dalla veggente Marija Pavlovic-Lunetti.
La programmazione comprende trasmissioni che trattano principalmente di catechesi, Sacra Scrittura, teologia e attualità ecclesiale. È presente una catechesi generale, accessibile a tutti, ma anche una dedicata ai giovani; non mancano le letture della Bibbia, i corsi di spiritualità, di liturgia, di mariologia e di storia della Chiesa, le biografie dei santi, i chiarimenti sulla dottrina del Magistero. Ogni giorno vengono trasmesse 8 ore di preghiera, che spaziano dalla recita delle preghiere che tutti i cattolici praticanti conoscono (Padre nostro, Gloria al Padre, Ave Maria, Credo, Atto di dolore, Angelus, Salve Regina ed altre preghiere recuperate dalla tradizione popolare) a collegamenti di preghiera (in diretta da parrocchie, monasteri, comunità religiose, ma anche da ospedali, carceri, caserme) disseminati in tutta Italia con recita del rosario e celebrazioni eucaristiche. La sera è previsto uno spazio di preghiere recitate da bambini. Quotidianamente è previsto uno spazio per la recita del rosario e della Liturgia delle ore (Lodi, Ora media, Vespri e Compieta). Completano il palinsesto alcune trasmissioni di servizio, di cultura e di promozione umana, ad esempio un filo diretto con il medico, con il dentista, con lo psicologo d'infanzia, con l'educatore, con il pedagogo. Tutte queste discipline umane vengono affrontate nella prospettiva della fede. Molte trasmissioni sono dedicate alla famiglia.
È da sottolineare la diffusione di catechesi specifiche per i bambini, per i giovani (in particolare la catechesi giovanile del venerdì sera), per i fidanzati e per i malati. Accanto alle catechesi vengono spesso mandate in onda, nell'arco della programmazione mattutina (10.15-12.00), pomeridiana (18.00-19-30) e serale (21.00-24.00), trasmissioni di approfondimento a sfondo religioso, culturale e storico, che prevedono la partecipazione di esperti in materia. Un altro appuntamento è la trasmissione Tavola rotonda della domenica sera, a cui possono partecipare laici oppure ecclesiastici. Ad essa hanno partecipato, senza voler stilare classifiche di merito, Antonino Zichichi, Vittorio Messori, Cecilia Gatto Trocchi, Massimo Introvigne, e molti altri esponenti politici e di molti giornalisti.
La radio trasmette un quiz settimanale dedicato ai ragazzi e la quotidiana trasmissione di saluti, dediche e richieste musicali (in onda dalle 14.00 alle 15.00 circa). Radio Maria prevede brevi spezzoni di ascolto musicale, nelle quali vengono diffusi soprattutto brani di carattere religioso composti sia da ecclesiastici che da laici contemporanei, spesso facenti parte del repertorio di movimenti ecclesiali e solo in minima parte provenienti dalla musica classica.
Una caratteristica di Radio Maria è quella di permettere l'intervento telefonico del pubblico al termine di ogni trasmissione. Tre sono i momenti dedicati all'informazione: il commento alla stampa del giorno, comprendente anche uno sguardo sul mondo di attualità politica, economica, sociale e di cronaca, alle ore 8.45, una sintesi delle principali notizie dal mondo e dalla chiesa alle ore 13.30 e la replica in differita del Radiogiornale Vaticano delle ore 14 alle ore 19.30.
Tra le trasmissioni v'è il "caffeino mattutino" di padre Livio Fanzaga, una sorta di "satira agrodolce" in rima tratta da un argomento di cronaca del giorno, e la barzelletta in rima del Pescecane e del Pesce Palla, in cui il Pesce Palla incarna la figura del parroco medio (paziente, prudente e... pasciuto!) mentre quella del Pescecane è simbolo del non cattolico che vorrebbe convertirsi ma non riesce mai. Queste "catechesi giovanili in rima" sono state raccolte in un libro pubblicato nel 2007.
La sigla dei programmi di Radio Maria è la canzone Ballata per Maria di Roberto Bignoli.

## Editore
L'editore di Radio Maria in Italia è l'Associazione Radio Maria, costituita nel 1987 per poter rilevare l'emittente. Dal 1987 al 2020 l'associazione è stata presieduta da Emanuele Ferrario.

## Aspetti tecnici
Da sempre osservata con particolare attenzione dal punto di vista tecnologico, Radio Maria è la radio italiana con il maggior numero di ripetitori (oltre 850) sparsi in tutto il territorio nazionale. Questo le conferisce la maggiore copertura tra tutte le emittenti radiofoniche italiane (superiore anche a quella della Rai) e le permette di essere ricevuta ed ascoltata senza problemi anche in zone sperdute (ad esempio paesini di montagna) dove non sono presenti altri segnali radiofonici.
Essendosi sviluppata in Italia durante la seconda metà degli anni ottanta, prima della legge Mammì, è entrata in possesso di numerosi impianti collocati in posizioni strategiche, che garantiscono un'eccellente diffusione del segnale, soprattutto nelle grandi città.
Radio Maria, inoltre, è una delle poche emittenti italiane che trasmette in monofonia, scelta dovuta al fatto di proporre principalmente contenuti vocali non musicali, che possono essere trasmessi con buona qualità anche senza utilizzare l'audio stereofonico. Concentrando l'energia trasmessa in FM nei 15kHz della monofonia (salvo qualcosa per l'RDS), a parità di potenza irradiata e percorso coperto il segnale monofonico è meno soggetto a disturbi rispetto alle trasmissioni FM stereofoniche, la cui componente stereofonica è in una forma di modulazione di ampiezza (DSB), molto più esposta ad interferenze della modulazione di frequenza.
Radio Maria è una associata di DAB Italia. È possibile ascoltare le trasmissioni di Radio Maria in DAB+ sul canale 12C, alla frequenza di 227,360 MHz.
Dal marzo 2010 Radio Maria trasmette in tutta Italia anche attraverso la televisione digitale terrestre (DVB-T), dove può essere ascoltata sintonizzando il ricevitore televisivo sul canale 789 o, per gli utenti con decoder Sky, sul canale 5789. Radio Maria è inserita sul digitale terrestre nel multiplex Rete A 1.
Il canale radio può essere anche ascoltato dal proprio media player digitale, tramite l'applicazione gratuita per dispositivi mobili con sistema operativo Android o Apple, sia di tipo smartphone che di tipo tablet, o attraverso varie app come Radio Maria Play e Radioplayer. Oltre a un canale nel sito web di YouTube, è presente anche la diretta sul sito https://radiomaria.it/ascolta-la-diretta/. Nel 2016 era la radio più seguita su Facebook.

## Critiche
Il 17 febbraio 2006, nel corso della trasmissione televisiva Porta a Porta condotta da Bruno Vespa su Rai1, il cardinale Tarcisio Bertone invitò i fedeli a un atteggiamento prudenziale nei confronti delle apparizioni di Međugorje, un tema frequente nella programmazione di Radio Maria. Tale invito venne riportato in un articolo del Corriere della Sera come si trattasse di una "bocciatura" senza appello del caso Međugorje da parte dell'allora segretario della Congregazione per la dottrina della fede. 
Nel 2013 l'emittente interruppe la collaborazione coi giornalisti Mario Palmaro e Alessandro Gnocchi immediatamente dopo la pubblicazione sul quotidiano Il Foglio di un loro articolo fortemente critico nei confronti del neo-eletto papa Francesco, dal titolo Questo Papa non ci piace. Il provvedimento ebbe come conseguenza la chiusura delle rubriche tenute dai due autori, Incontri con la bioetica e Uomini e Letteratura: incontri alla luce del Vangelo.
Il 4 novembre 2016 monsignor Angelo Becciu, sostituto della Segreteria di Stato della Santa Sede, ha condannato le affermazioni di padre Giovanni Cavalcoli trasmesse da Radio Maria, secondo le quali il recente terremoto avvenuto in Centro Italia sarebbe stato un "castigo divino" per le unioni civili da poco regolamentate in Italia, e ha invitato l'emittente «a correggere i toni e il linguaggio e a conformarsi di più al Vangelo della solidarietà e della misericordia proposta da papa Francesco». Radio Maria, in un comunicato, si è dissociata dalle parole del conduttore in questione, ritenendole pronunciate «a titolo personale», e ha provveduto a sospendere le trasmissioni di padre Cavalcoli.
Il 15 novembre 2020 è stata diffusa la controversa opinione del direttore della radio padre Livio Fanzaga secondo cui la pandemia di COVID-19 in corso nello stesso periodo sarebbe il risultato di un complotto attuato da menti criminali sotto l'impulso di Satana.

## Riconoscimenti
A dimostrazione della vasta popolarità dell'emittente, Radio Maria partecipò nel 2014 al concorso Nazionale "Cuffie d'Oro Radio Awards", vincendo largamente sia nella categoria "My best radio" che in quella "Personaggio radiofonico" con padre Livio (48,5% di preferenze contro il 15,1% del secondo classificato, Giuseppe Cruciani) ricevendo il 52,2% di preferenze. Al secondo posto nella classifica delle emittenti si piazzò Radio 105, con l'11,7%, ed al terzo Radio 24 con il 10,8%. Padre Livio ha superato, oltre al già citato Cruciani, diversi nomi storici del mondo radiofonico italiano, come Linus, Marco Mazzoli, Fiorello, Rossella Brescia e la coppia formata da Nino Frassica e Simone Cristicchi.

## Diffusione di Radio Maria nel mondo
Radio Maria Italia appartiene al network "Radio Maria", facente parte della World Family of Radio Maria. L'emittente dichiara di trasmettere in 82 nazioni nei cinque continenti, attraverso 93 radio che diffondono l'audio in 65 lingue. Sono 20.000 i volontari di Radio Maria al servizio di oltre 30 milioni di ascoltatori nel mondo.